# گبر. هلر
گبر. هلر (انگلیسی: Gebr. Heller) شرکت مهندسی آلمانی است، که در سال ۱۸۹۴ تأسیس شد.